# Gerald L. Baliles
Gerald Lee Baliles (né le 8 juillet 1940 à Stuart (Virginie) et mort le 29 octobre 2019 à Roanoke (Virginie)) est un homme politique américain membre du Parti démocrate. 
Il a été gouverneur de Virginie entre 1986 et 1990. Auparavant il avait été procureur général de Virginie entre 1982 et 1985. Il a été directeur du Miller Center of Public Affairs à l'université de Virginie.

## Biographie
Baliles est le 65e gouverneur de Virginie de 1986 à 1990, mandat dont le début est marqué par une période de développement économique pour la Virginie. En 1985, Baliles remporte l'élection au poste de gouverneur avec 55,2 % des voix contre le républicain Wyatt B. Durrette, Jr. Il ne peut pas se représenter, les gouverneurs de Virginie étant limités à un mandat unique non consécutif. La popularité de Baliles contribue toutefois à assurer l'élection de son lieutenant-gouverneur, Douglas Wilder, en 1989.
L'amélioration des infrastructures de transport de l'État et l'augmentation de ses revenus sont parmi les réalisations les plus marquantes du mandat de Baliles. Reconnu par ses collègues pour son action sur la planification et la préparation stratégiques, Baliles est connu comme le « gouverneur des transports » en raison de la priorité qu'il accorde à l'amélioration des transports dans l'État. En 1986, Baliles accorde une enveloppe de 422 millions de dollars par an lors d’une session extraordinaire de l’Assemblée générale afin d’améliorer le système de transport de la Virginie, et les observateurs le reconnaissent toujours pour sa clairvoyance. En tant que gouverneur, une autre priorité essentielle de Baliles consiste à garantir la capacité de l'État à participer et à être concurrentiel sur les marchés mondiaux. Au cours de son administration, le commerce international de Virginie augmente considérablement.